# Klaus-Werner Benz

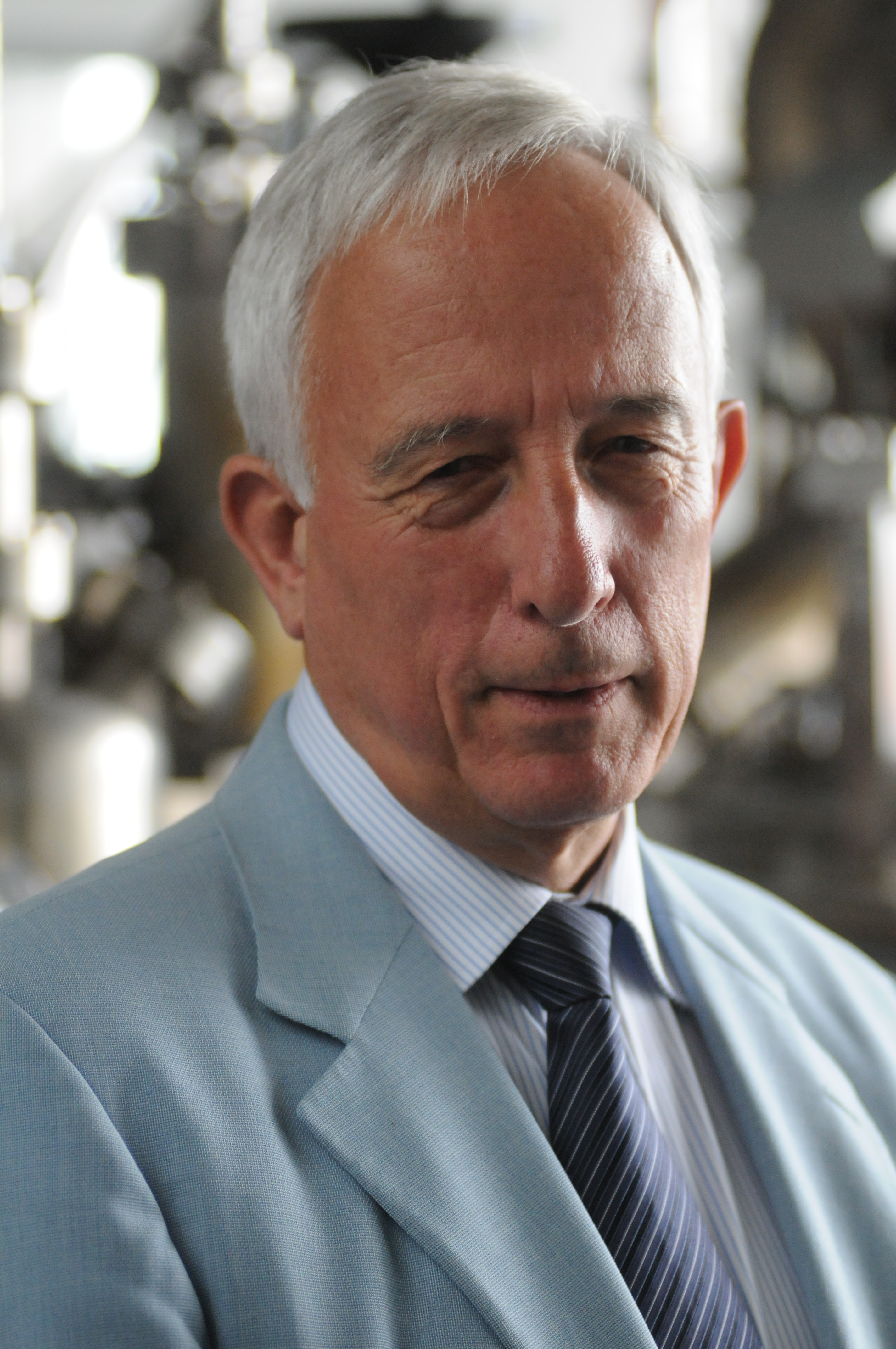
Klaus-Werner Benz

Klaus-Werner Benz (* 1. Januar 1938 in Berlin-Wilmersdorf) ist ein deutscher Professor für Kristallographie.

## Leben
Von 1957 bis 1963 studierte Klaus-WernerBenz Physik an der Technischen Hochschule Stuttgart. Er wurde Mitglied der Burschenschaft Alemannia Stuttgart. 1970 wurde er in Stuttgart promoviert, 1982 habilitierte er sich an der Universität Duisburg.
1986 wurde er an die Universität Paderborn auf den Lehrstuhl für Experimentalphysik berufen. 1988 erhielt er die Professur für Kristallographie an der Universität Freiburg. Seine Arbeitsgebiete sind die Angewandte Kristallographie und die Materialforschung anorganischer Systeme auf der Erde und im Weltraum.
1989 wurde Benz Direktor des Kristallographischen Instituts und Direktor am Freiburger Materialforschungszentrum (FMF). Außerdem war er als Prorektor für Wissenstransfer und Kommunikationstechnologie an der Universität Freiburg tätig.
Benz war bei den Spacelab-Missionen D1 und D2 sowie bei der Europäischen Mission EURECA beteiligt. Er war Berater für Japans Weltraumprogramm. Weiters bekleidete er viele akademische und wissenschaftliche Ehrenämter und Funktionsposten.

## Schriften (Auswahl)
- Untersuchungen zur verzögerten Fluoreszenz von Naphthalin und Naphthalin-Mischkristallen. Stuttgart 1970.
- Herstellung und Eigenschaften des Halbleiterwerkstoffes GaSb für Anwendungen in der Optoelektronik. Duisburg 1982.
- als Herausgeber: 200 Jahre Bürgerkultur. Die Museumsgesellschaft Freiburg i. Br. e.V. Ein Jubiläumsband. Herder, Freiburg im Breisgau 2006, ISBN 3-451-24391-1.

## Ehrenamtliches Engagement
- Präsident emeritus der Museumsgesellschaft Freiburg e.V.